# Гигантские изоподы
Гигантские изоподы (лат. Bathynomus) — род крупных равноногих ракообразных, включающий около 15 видов. Они в больших количествах встречаются в холодных, глубоких водах Атлантического, Тихого и Индийского океанов. Bathynomus giganteus, номенклатурный тип этого рода, считается самой большой изоподой в мире, хотя другие сравнительно малоизученные виды Bathynomus (например, B. kensleyi) предположительно могут достигать схожих размеров.

## Открытие
Первое описание этого рода было произведено в 1879 году французским зоологом Альфонсом Мильном-Эдвардсом. Материалом для описания послужил молодой самец Bathynomus giganteus, присланный ему Александром Агассисом вместе с другими сборами ракообразных экспедиции судна «Блейк» по акватории Мексиканского залива в 1877 году. Это было захватывающее открытие как для учёных, так и для публики, поскольку в то время идея безжизненного или «азойного» глубокого океана была совсем недавно опровергнута в работе Ч. Томсона. Самок не удавалось поймать до 1891 года.

## Значение
Гигантские изоподы не представляют большого интереса для промышленного рыболовства по причине крайней малочисленности улова, а также потому, что пойманные изоподы часто оказываются повреждены падальщиками до того, как их удаётся извлечь на поверхность. Представители этого рода напоминают обычных мокриц, с которыми состоят в родстве. Несколько экземпляров, пойманных у берегов Америки и Японии при помощи ловушек с приманкой, иногда можно увидеть в общественных аквариумах.

## Описание
Гигантские изоподы служат хорошим примером глубоководного гигантизма. Они намного больше по размерам, чем типичные изоподы, которые обычно не превышают 5 см в длину. Виды Bathynomus можно подразделить на «гигантские», взрослые особи которых обычно вырастают от 8 до 15 см в длину, и «супергигантские» виды, у которых взрослые особи могут вырасти от 17 до 50 см. Один из «супергигантов» — B. giganteus достигает средней длины от 19 до 36 см, а самая большая из пойманных особей достигала в длину 76 см и весила 1,7 кг.
По своему внешнему виду они напоминают своих наземных родственников — мокриц. Их тело уплощено в дорзо-вентральном направлении и покрыто жёстким, содержащим известь экзоскелетом, состоящим из перекрывающихся сегментов. Как и некоторые мокрицы, они способны сворачиваться в «шар», так что наружу выставлен только твёрдый панцирь. Это позволяет им защититься от хищников, которые пытаются атаковать более уязвимую нижнюю часть. Первый сегмент панциря слит с головой; самые задние сегменты также обычно слиты между собой, образуя хвостовой щит вокруг укороченного абдомена (плеон). Большие, сидячие фасеточные глаза состоят из почти 4000 омматидий и далеко разнесены на голове. Имеется две пары антенн. Одноветвистые грудные ноги или переоподы организованы в семь пар, первая из которых преобразована в ногочелюсти, принимающие участие в захвате и передаче пищи к четырём парам челюстей. Абдомен разбит на пять сегментов, называемых плеонитами, каждый несёт по паре двуветвистых брюшных ног — плеопод; эти конечности преобразованы в плавательные ноги и плоские дыхательные структуры, играющие роль жабр. По своей окраске изоподы как правило бледно-сиреневого или коричневого цвета.

## Место обитания
Гигантские изоподы обнаружены по всей Западной Атлантике от Джорджии (США) до Бразилии, включая Мексиканский залив и Карибское море. К трём известным атлантическим видам относятся B. obtusus, B. miyarei и B. giganteus, последний из которых был зарегистрирован только у берегов Соединённых Штатов. Остальные виды Bathynomus обитают исключительно в Индо-Тихоокеанской области. На данный момент не известно ни одного вида, который бы обитал в Восточной Атлантике или в восточных областях Тихого океана. Самое большое видовое разнообразие (пять видов) наблюдается у восточной Австралии. Однако, поскольку распространение гигантских изопод ещё плохо изучено, то, возможно, существуют другие обширные регионы их обитания наряду с новыми, неописанными видами.

## Экология
Гигантские изоподы — важные глубоководные падальщики бентосного сообщества. Обычно их можно обнаружить от тёмной сублиторальной зоны на глубине 170 метров до непроглядной темноты пелагической зоны на уровне 2140 метров, в области высоких давлений и низких температур — примерно до 4 °C. Сообщалось, что некоторые виды этого рода обитают на более мелких глубинах, так B. miyarei обитает на глубине между 22 и 280 м, малоизученный B. decemspinosus между 70 и 80 м, а B. doederleini всего лишь на глубине 100 м. Абсолютный рекорд глубины для гигантских изопод составляет 2500 м для B. kensleyi, но этот же вид можно встретить и на глубине всего 300 м. Свыше 80 % B. giganteus обнаружены на глубине от 365 до 730 м. В тех областях, где обитают «гигантские» и «супергигантские» виды, первые живут на материковом склоне, а вторые в основном в батиальной зоне. Полагают, что они предпочитают тинистое или глинистое дно и ведут одиночный образ жизни.
Несмотря на то, что эти изоподы — падальщики широкого профиля, по большей части они плотоядны и питаются мёртвыми китами, рыбой, и кальмарами. Также они могут быть активными хищниками и охотиться на медленно передвигающуюся добычу такую как морские огурцы, губки, радиолярии, нематоды и другой зообентос, а также, возможно, даже на живую рыбу. Известно, что они атакуют улов внутри тралов. Были получены кадры, как гигантская изопода атакует и убивает превосходящего её по размерам катрана, попавшего в глубоководную ловушку. Изопода прицепилась к морде животного и полностью её съела. Эти кадры были показаны в 2015 году в одном из эпизодов Недели акул под названием «Alien Sharks: Close Encounters». Поскольку на больших глубинах еда в большом недостатке, гигантские изоподы должны обходиться тем, что принесёт им фортуна; они хорошо адаптированы к длительным периодам голодания и могут жить без пищи в течение пяти лет. Когда появляется существенный источник пищи, гигантские изоподы наедаются до такой степени, что теряют способность к передвижению. В одном исследовании было изучено содержимое пищеварительной системы 1651 экземпляров B. giganteus. Было обнаружено, что чаще всего поедалась рыба, затем головоногие и десятиногие ракообразные, а в особенности Caridea и Galatheoidea.
Гигантские изоподы, собранные вдоль восточного побережья Австралии при помощи ловушек, обнаруживали вариацию по видовому разнообразию в зависимости от глубины. Чем глубже, тем меньше было количество видов и тем больше они были по размеру. Изопод, собранных на большой глубине у побережья Австралии, сравнили с образцами, собранными у побережья Мексики и Индии. Из окаменелостей известно, что Bathynomus существовал более чем 160 миллионов лет назад, прежде чем произошёл раскол суперконтинента Пангеи, так что в то время во всех трёх местообитаниях изоподы не эволюционировали независимо, но с тех пор, в соответствии с ожиданиями учёных, Bathynomus из разных удалённых местообитаний должны были бы разойтись по разным эволюционным путям и соответственно должны наблюдаться признаки дивергенции. Тем не менее, гигантские изоподы из всех трёх местообитаний оказались практически идентичны по своему внешнему виду (хотя и обладали достаточными отличиями что бы выделить их как разные виды). Такую незначительную фенотипическую дивергенцию объясняют крайне низким уровнем освещённости местообитаний этих организмов.

## Размножение
Исследование сезонной численности молодняка и взрослых особей B. giganteus позволили выяснить, что пик репродуктивной активности приходится на весенние и зимние месяцы. Такой выбор времени объясняется недостатком пищи в летние месяцы. У взрослых половозрелых самок в период спаривания образуется выводковая камера или марсупиум. Стенки марсупиума образованы стернитами грудных сегментов и черепицеобразно налегающими друг на друга оостегитами — пластинчатыми выростами первого членика в грудной конечности ракообразного. Молодые изоподы, появляющиеся из марсупиума, выглядят как миниатюрные копии взрослых и называются манки. Манки полностью развиты, но лишены последней пары грудных ног.

## Галерея
- B. giganteus
- B. giganteus. Видны четыре пары челюстей.
- B. doederleinii
- B. doederleinii
- B. giganteus из Бельгийского Королевского Института Естественных Наук.
- B. doederleinii из Глубоководного аквариума Нумадзу.